# Хагана
Хагана (на иврит הגנה, „отбрана“) е еврейска паравоенна организация в Палестина, съществувала от 1920 до 1948 по време на британския мандат в Палестина. Хагана се превръща в основата на днешната армия на Израел (Израелски отбранителни сили).

## Създаване
Предшественик на Хагана е организацията Ха Шомер, създадена през 1909. Това е малка група еврейски имигранти с численост не надхвърляща 100 души, която охранява селищата срещу годишна такса.
Арабските бунтове от 1920 и 1921 показват, че еврейските заселници имат нужда от по-сериозна защита, а британците нямат желание да се противопоставят на нападенията на арабите. По това време се появява Хагана, чиято задача е да охранява еврейските кибуци и селища и да отблъсква арабските нападения. През 20-те години Хагана е слабо организирана, нейните части са зле въоръжени и се състоят главно от селяни, които се редуват да пазят своите ферми и кибуци.
След арабските бунтове от 1929, при които са убити 133 евреи и цялото еврейско население на Хеброн е изселено от града, ролята на Хагана се променя значително. Тя се превръща в голяма организация, обхващаща почти всички младежи и възрастни в провинцията, както и хиляди членове в градовете. Тя започва да се снабдява с оръжие и изгражда работилници за производство на ръчни гранати и просто въоръжение.
През 1936 Хагана разполага с 10 000 мобилизирани мъже, както и с 40 000 резервисти. При Голямото въстание от 1936 – 1939 тя участва активно на страната на британците срещу арабските бунтовници. Въпреки че британската администрация не признава официално Хагана, тя приема създаването на Полиция на еврейските селища, Еврейски спомагателни сили и Специални нощни отряди. По време на въстанието Хагана за пръв път придобива опит в реални военни действия. През 1937 дясното крило на Хагана се отделя и образува организацията Иргун. Нейните привърженици са недоволни от въздържаността на Хагана пред британския и арабски натиск. Иргун бързо става известна с терористичните си операции.

## Втората световна война
В навечерието на Втората световна война британската администрация се опитва да намали напрежението сред арабите и силно ограничава еврейската имиграция в Палестина с Бялата книга от 1939. Въпреки това, тогавашният председател на Еврейската агенция Давид Бен Гурион заявява: „Ние ще водим войната срещу Хитлер, като че ли няма Бяла книга, и ще се борим с Бялата книга, като че ли няма война.“ Хагана организира демонстрации срещу британците и създава Алия Бет, организация с бази в Швейцария и Турция, която подпомага нелегалната еврейска имиграция в Палестина. Позицията на Иргун е по-крайна и те започват да взривяват британски обекти.
В първите години на Втората световна война, пред заплахата от германски пробив в Северна Африка, британските власти отново търсят сътрудничество с Хагана, но след победата при Ел Аламейн през 1942 пак оттеглят подкрепата си за организацията. Междувременно много членове на Хагана се включват във войната. Още през 1940 на палестинските евреи е разрешено да се записват в британската армия, а през 1943 е създадена отделна Еврейска бригада, която по-късно воюва в Италия. По време на Втората световна война в британската армия служат над 30 000 палестински евреи.
През 1941 Хагана създава Палмах, военизирана секция, която се концентрира върху обучението на младежите. Тя не е особено голяма, през 1947 достига около 2000 души, но обучението, получено в Палмах, дава възможност на много нейни членове да заемат командни постове в бъдещата израелска армия.

## След войната
След Втората световна война Хагана организира операции срещу британците в Палестина – освобождаване на имигрантите, затворени в лагера Атлит, взривяване на железопътни линии, нападения срещу радарни съоръжения и бази на британската полиция. Тя продължава да организира и нелегалната имиграция.
На 28 май 1948, малко след създаването на държавата Израел на 15 май, временното правителство създава Израелски отбранителни сили, които трябва да наследят Хагана. Всички други въоръжени формирования са обявени извън закона. Иргун се противопоставя на решението, което довежда до въоръжени сблъсъци между двете организации. В крайна сметка Иргун предава оръжията си и Менахем Бегин преобразува организацията в политическата партия Херут.
Известни членове на Хагана са Ицхак Рабин, Ариел Шарон, Рехавам Зееви, Моше Даян, Рут Вестхаймер, офицер от Хагана е българският евреин и виден израелски политик Виктор Шемтов.